# Телемережа (фільм)
«Телемережа» (інший переклад — «Мережа»; англ. Network) — американський кінофільм, знятий Сідні Люметом в 1976 році, відверта сатира на американське телебачення. В основі фільму лежить історія вигаданої телекомпанії Union Broadcasting System (UBS) та її ведучого новин Говарда Біла (Пітер Фінч). Біл сходить з розуму, проте UBS в гонитві за рейтингами продовжує випускати його передачу. Фільм отримав чотири «Оскари»: за найкращу чоловічу роль (Фінч), за найкращу жіночу роль (Фей Данавей), за найкращу жіночу роль другого плану (Беатріс Стрейт) і за найкращий оригінальний сценарій (Педді Чаефскі).
Нині «Телемережа» визнана класикою американського кіно. У 2000 році бібліотека Конгресу визнала фільм «визначним в історії культури» і включила фільм в Національний реєстр фільмів. Гільдія продюсерів США включила «Телемережу» у свій Зал слави. У рейтингу Ста найкращих американських фільмів, складеному Американським інститутом кіномистецтва, «Телемережа» займає 64-те місце. На 1 березня 2024 року фільм займав 229-ту позицію у списку 250 кращих фільмів за версією IMDb.
Український переклад зробила студія Цікава ідея на замовлення Гуртом..

## Сюжет
Фільм починається з того, що багаторічний ведучий вечірніх новин на UBS Говард Біл (Пітер Фінч) дізнається про те, що він скоро буде звільнений через низькі рейтинги його програми. Наступного дня Біл у прямому ефірі заявляє, що накладе на себе руки під час свого останнього ефіру. Відразу після цієї заяви керівництво каналу звільняє Біла, але на прохання редактора каналу і найкращого друга Біла Макса Шумахера (Вільям Голден) дозволяє йому провести останню програму, в тому числі й для того, щоб Біл попросив пробачення перед телеглядачами. Замість цього Біл у прямому ефірі виголошує промову про те, що життя позбавлене сенсу, і нецензурно лається. Завдяки цьому скандалу рейтинги програми різко підскакують, і керівництво UBS вирішує, що заради рейтингу Біла потрібно залишити в ефірі. Шумахер заперечує проти цього рішення, але залишається в меншості.
Біл поступово божеволіє, його програми являють собою істерики. Під час одного з випусків, Біл несамовито кричить «Я злий, як чорт, і я більше не збираюся це терпіти!» (англ. I'm as mad as hell, and I'm not going to take this anymore!) і закликає всіх глядачів покричати цю фразу. Люди по всій країні висовуються з вікон і кричать те ж саме. UBS створює «Шоу Говарда Біла», позиціонуючи Біла як «божевільного пророка». Шоу миттєво стає найпопулярнішою програмою.
Інша сюжетна лінія — це історія сходження кар'єрними сходами журналістки Даяни Крістенсен (Фей Данавей). На початку фільму вона займає пост продюсерки розважального блоку програм, але поступово прибирає до своїх рук і новинний блок. Для цього вона, поміж іншого, дістає справжній запис пограбування банку і заводить роман з Максом Шумахером. Заради Даяни Шумахер кидає свою дружину (Беатріс Стрейт), з якою прожив усе життя.
Біл випадково дізнається про підготовлюване поглинання UBS саудівським конгломератом. У найближчій програмі він вимовляє емоційну тираду проти обох корпорацій і закликає телеглядачів завалити Білий дім телеграмами з текстом: «Я злий, як чорт, і я більше не збираюся це терпіти!». Щоб не допустити злиття, глава UBS Артур Дженсен викликає Біла до себе, і сам виголошує довгу промову про те, що світом правлять гроші, переконуючи його відмовитися від подібних виступів. Біл змінює теми своїх виступів, розповідаючи про смерть демократії та знеособлення людини. При цьому рейтинги програми падають, тому що глядачам потрібні розваги, а не занудні й депресивні проповіді.
Обвал рейтингів стає очевидним, і щоби востаннє підняти рейтинг, Даяна Крістенсен пропонує вбити Біла в прямому ефірі, під час його чергової проповіді. Для цього Крістенсен домовляється з ліворадикальним терористичним угрупуванням, натомість обіцяючи її керівнику власне шоу на UBS «Голос Мао Цзедуна». Під час ефіру терористи розстрілюють Біла. Фільм завершується закадровим коментарем: «Говард Біл став першою людиною, убитою через низькі рейтинги».

## У ролях
- Фей Данавей — Даяна Крістенсен
- Вільям Голден — Макс Шумахер
- Пітер Фінч — Говард Біл
- Роберт Дюваль — Френк Гекетт
- Веслі Едді — Нелсон Чейні
- Нед Бітті — Артур Дженсен
- Беатріс Стрейт — Луїза Шумахер
- Джордан Чарні — Гаррі Гантер
- Лен Сміт — Роберт Макдоноу
- Сінді Гровер — Керолайн Шумахер
- Марлін Ворфілд — Лорін Гоббс
- Кончата Феррелл — Барбара Шлезінгер
- Керолін Крігбаум — секретарка Макса
- Ленс Генріксен — юрист UBS
- Лі Річардсон — оповідач

## Паралелі
15 липня 1974 в прямому ефірі застрелилася депресивна телеведуча флоридського каналу WTXL-TV Крістін Чаббак. Є думка, що Педді Чаефскі поклав цю історію в основу сценарію Телемережі
Лорін Гоббс, чорношкіра ліворадикальна терористка, яка брала участь в організації вбивства Біла, зовні дуже схожа на Анжелу Девіс.

## Нагороди

### «Оскар»
' 'Перемога в номінації:
- «Оскар» за найкращу чоловічу роль — Пітер Фінч
- «Оскар» за найкращу жіночу роль — Фей Данавей
- «Оскар» за найкращу жіночу роль другого плану — Беатріс Стрейт
- «Оскар» за найкращий оригінальний сценарій — Педді Чаефскі

 Телемережа стала першим фільмом з 1951 р. (Трамвай «Бажання»), який отримав три «акторських» «Оскара», при цьому на «Оскар» за найкращу чоловічу роль були номіновані й Фінч, і Голден. Пітер Фінч помер за два місяці до церемонії, і нагороду за нього отримували його вдова Елета і сценарист Педді Чаефскі. Беатріс Стрейт отримала «Оскар» за найкращу жіночу роль другого плану, хоча її роль триває всього п'ять хвилин сорок секунд. Це найкоротша в історії кіно роль, виконавець якої отримав «Оскара».
' 'Номіновані:
- «Оскар» за найкращу чоловічу роль — Вільям Голден
- «Оскар» за найкращу чоловічу роль другого плану — Нед Бітті
- «Оскар» за найкращу операторську роботу — Оуен Ройзман
- «Оскар» за найкращий монтаж — Алан Гайм
- «Оскар» за найкращу режисуру — Сідні Люмет
- «Оскар» за найкращий фільм

### «Золотий глобус»
Перемога в номінації:
- Найкращий актор — кінодрама — Пітер Фінч
- Найкраща акторка — кінодрама — Фей Данауей
- Найкраща режисерська робота — Сідні Люмет
- Найкращий сценарій — Педді Чаефскі

Номінований:
- Найкращий фільм

### Премія BAFTA
Перемога в номінації:
- Найкращий актор — Пітер Фінч

Номіновані:
- Найкращий фільм
- Найкращий актор — Вільям Голден
- Найкраща акторка — Фей Данауей
- Найкращий актор другого плану — Роберт Дюваль
- Найкращий режисер — Сідні Люмет
- Найкращий монтаж — Алан Гайм
- Найкращий саундтрек — Джек Фітцстівенс, Марк Лауб, Сенфорд Рекоу, Джемс Себет і Дік Ворізек

### Інші нагороди та номінації
- 1976 — Премія Асоціації кінокритиків Лос-Анджелеса за найкращий фільм
- 1977 — премія «Давид ді Донателло» найкращій закордонній акторці (Фей Данауей)
- 1977 — премія Гільдії сценаристів США за найкращу драму, написану прямо для екрана (Педді Чаефскі)
- 1977 — номінація на премію «Сатурн» за найкращий науково-фантастичний фільм
- 1977 — номінація на премію Гільдії режисерів США (Сідні Люмет)

## Цікаві факти
- Генрі Фонда відмовився від ролі Говарда Біла, назвавши її «занадто істеричною»[12].
- Фільм є частиною ідеології, покладеної в основу іншого культового фільму («Дух часу»), в якому використовуються уривки з «Телемережі».